# غاليوم تريكورنوتوم
غاليوم تريكورنوتوم Galium tricornutum هو نوع من النباتات المزهرة من عائلة القهوة المعروفة بالأسماء الشائعة قشور الذرة الخام, قشور الذرة الخام, وسواطير الذرة. ينتشر في معظم أنحاء أوروبا بالإضافة إلى شمال إفريقيا و جنوب آسيا, من النرويج والبرتغال و المغرب إلى الصين. تم تجنيسه أيضاً في أستراليا و جزر الكناري و موريشيوس و ماديرا و ريونيون و البرازيل و الأرجنتين و مواقع متفرقة في أمريكا الشمالية (معظمها في كاليفورنيا وأوريجون ).
غاليوم تريكورنوتوم Galium tricornutum هو عشب سنوي له سيقان زائدة أو متسلقة يصل طولها إلى حوالي 35 سم. حيث يشكل كتلاً متشابكة أو ينتشر بشكل رقيق. تكون الساق أحياناً مربعة تقريباً في المقطع العرضي. يتم ترتيب الأوراق بشكل دائري من 6 إلى 8 حول الساق و هي ضيقة و مدببة و محدودة بوخز. تظهر الأزهار في مجموعات رفيعة من الكورولا البيضاء. الثمار عبارة عن مكسرات كروية معلقة في أزواج عند محاور الأوراق. يكون هذا النبات أحياناً عبارة عن عشب من حقول الحبوب, و لكن تم دفعه إلى حافة الانقراض في المملكة المتحدة من خلال الممارسات الزراعية المتغيرة بشكل جذري على مدار الخمسين عاماً الماضية.

## روابط خارجية
- Jepson Manual Treatment
- USDA Plants Profile
- Calphotos Photo gallery
- Plant Life UK, corn cleavers
- Arkive, corn cleavers
- Herbario de la Universidad Pública de Navarra
- Flore Alpes, Gaillet à trois cornes
- Waste Guía de Plantas, Galio de tres flores, pegajosillo
- Cretan Flora, Corn cleavers